# گیون

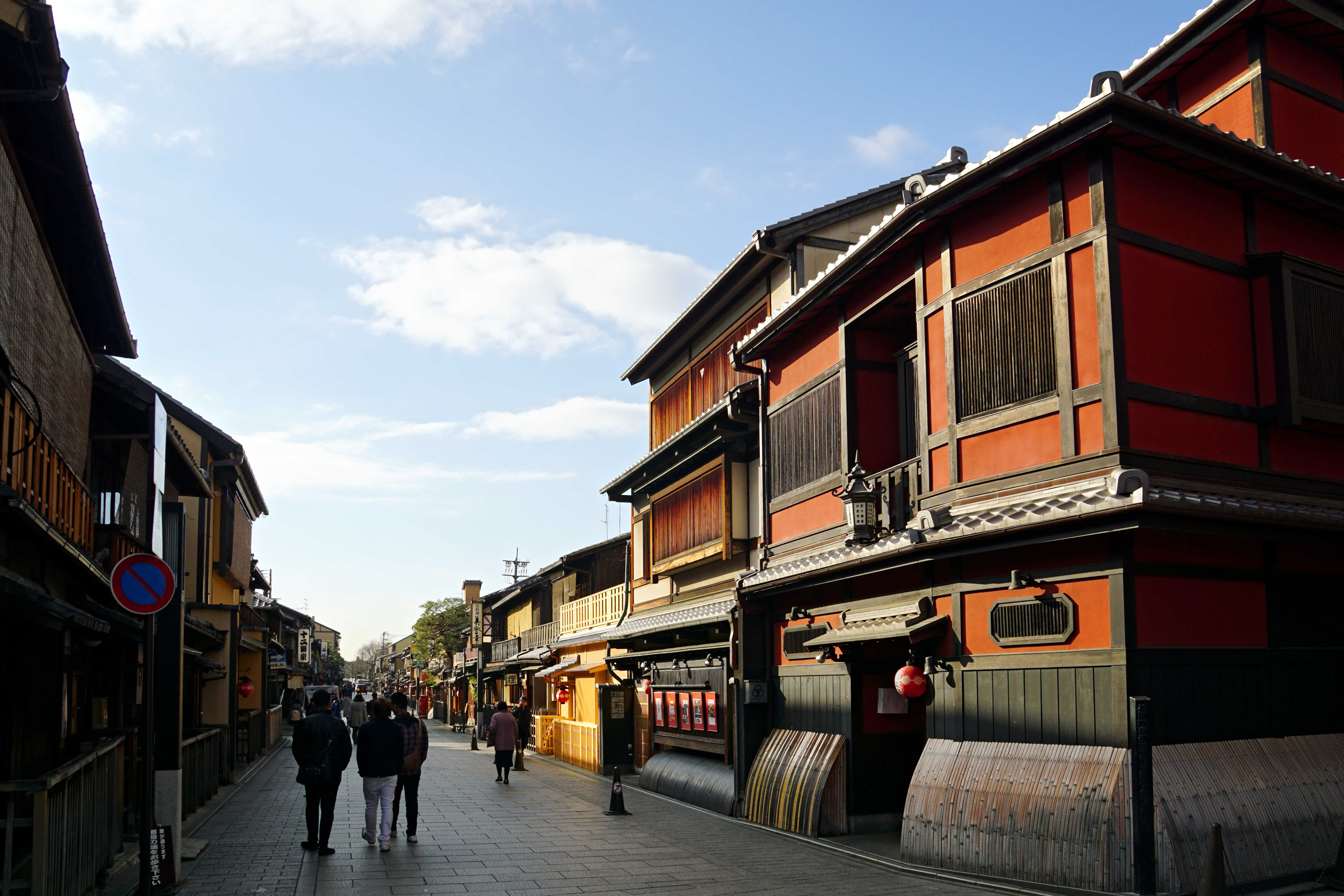
خیابان هانامیکوجی

گیون (به ژاپنی: 祇園 Gion) یک محله در کیوتو در ژاپن است که در اصل در دوره سنگوکو توسعه پیدا کرده‌است. این محله روبروی معبد یاساکا قرار دارد. این محله برای تأمین نیاز مسافران و بازدیدکنندگان از معبد ساخته شده‌است. سرانجام تکامل یافت و به یکی از منحصر به فردترین و شناخته شده‌ترین مناطق گیشا در ژاپن تبدیل شد.